# Ommatoiulus moreleti
Ommatoiulus moreleti, conhecido em português como Maria-Café, é um miriápode herbívoro nativo do sul da Península Ibérica, onde compartilha o seu habitat com outas espécies de Ommatoiulus.